# Selección femenina de rugby 7 de Rusia
La selección femenina de rugby 7 de Rusia es el equipo representativo de la federación de ese país en los torneos de la modalidad de 7 jugadoras.
Ha clasificado a los 2 mundiales disputados y se aseguró el pasaje al próximo de San Francisco 2018. También participa en la Serie Mundial (Circuito Mundial) clasificando entre la 5ª y 7ª posición.
En cuanto a torneos continentales, disputa anualmente el Prix Europeo que ha conseguido ganar en 4 oportunidades, siendo la segunda selección por número de títulos detrás de Inglaterra que ostenta 6.

## Uniforme
Los colores que viste el equipo ruso son los de su bandera, rojo, blanco y azul. Recientemente al igual que las demás selecciones del país usan la camiseta blanca con finas líneas en forma de "V" como uniforme principal, mientras que en la secundaria alternan colores.

## Palmarés
- Rugby Europe Women's Sevens (7): 2013, 2014, 2016, 2017, 2018, 2019, 2021
- European Trophy B (1): 2005
- Seven de Madrid (2): 2021, 2021-II

## Participación en copas
| - Dubái 2009: 11º puesto - Moscú 2013: 7º puesto - San Francisco 2018: 8º puesto - Río 2016: no clasificó - Tokio 2020: 8º puesto - Serie Mundial 12-13: 6º puesto (40 pts) - Serie Mundial 13-14: 5º puesto (56 pts) - Serie Mundial 14-15: 7º puesto (60 pts) - Serie Mundial 15-16: 7º puesto (42 pts) - Serie Mundial 16-17: 5º puesto (66 pts) - Serie Mundial 17-18: 6º puesto (46 pts) - Serie Mundial 18-19: 7º puesto (48 pts) - Serie Mundial 19-20: 6º puesto (40 pts) - Serie Mundial 21-22: 8º puesto (37 pts) - Kazán 2013: 1º puesto | - European Trophy B 2005: 1º puesto - European Trophy 2006: 9º puesto - European Trophy 2007: 9º puesto - European Trophy 2008: 3º puesto - European Trophy 2009: 7º puesto - European Trophy 2010: 6º puesto - European Trophy 2011: 4º puesto - Grand Prix 2012: 5º puesto (27 pts) - Grand Prix 2013: 1º puesto (38 pts) - Grand Prix 2014: 1º puesto (36 pts) - Grand Prix 2015: 2º puesto (36 pts) - Grand Prix 2016: 1º puesto (38 pts) - Grand Prix 2017: 1º puesto (40 pts) - Grand Prix 2018: 2º puesto (38 pts) - Grand Prix 2019: 1º puesto (38 pts) |